# Північна Македонія
Півні́чна Македо́нія (мак. Северна Македонија, алб. Maqedonia e Veriut), офіційна назва — Респу́бліка Півні́чна Македо́нія (мак. Република Северна Македонија, алб. Republika e Maqedonisë së Veriut), у народі Македо́нія (мак. Македонија, алб. Maqedonia) — держава на Балканському півострові у Південно-Східній Європі. Здобула незалежність 1991 року як одна з держав-наступниць Югославії. Країна без виходу до моря, межує з частково визнаним Косово на північному заході, Сербією на півночі, Болгарією на сході, Грецією на півдні та Албанією на заході. Складає приблизно третину більшого географічного та історичного регіону Македонії. Столиця та найбільше місто — Скоп'є, де проживає близько чверті від 2,06-мільйонного населення країни. Більшість жителів — етнічні македонці, які є південнослов'янським народом. Албанці складають значну меншину, яка становить близько 25 %; за нею слідують турки, роми, серби, босняки та арумуни.
Історія регіону бере свій початок з античності, починаючи з Королівства Пеонії, імовірно, змішаної фрако-ілірійської форми правління. Наприкінці VI століття до нашої ери територія була підпорядкована Перській Ахеменідській імперії, потім була включена до Македонського царства в IV столітті до н. е.. Римляни завоювали регіон у II столітті до н. е. і зробили його частиною більшої провінції Македонія. Територія залишалася частиною Візантійської імперії, однак починаючи з VI століття часто піддавалась рейдам та хвилям заселення слов'янськими племенами. Після багаторічних суперечок між Булгарською, Візантійською та Сербською імперіями, землі перебували під османським пануванням з середини XIV до початку XX століття, коли після Балканських воєн 1912 та 1913 років, сучасна територія Північної Македонії потрапила під владу Сербії.
Під час Першої світової війни територією керувала Болгарія, однак після закінчення війни країна повернулася під владу Сербії у складі новоствореного Королівства сербів, хорватів і словенців. Пізніше, під час Другої світової війни територіями знову керувала Болгарія, а 1945 року була включена до комуністичної Югославії, частиною якої залишалася до мирного відокремлення в 1991 році. Країна стала членом Організація Об'єднаних Націй у квітні 1993 р., але внаслідок суперечки з Грецією щодо назви «Македонія» країна була прийнята під тимчасовим описом «колишня югославська Республіка Македонія» (скорочено — «КЮР Македонія» або «КЮРМ»). У червні 2018 року Македонія та Греція вирішили суперечку угодою про те, що країна повинна перейменувати себе на «Республіку Північна Македонія». Дане перейменування набуло чинності у лютому 2019 року.
Унітарна парламентська конституційна республіка, Північна Македонія є членом ООН, НАТО, Ради Європи, Світового банку, ОБСЄ, CEFTA та СОТ. З 2005 року країна також є кандидатом на вступ до Європейського Союзу. Країна із середнім рівнем доходу, що пройшла значну економічну трансформацію з часів незалежності, перетворившись на відкриту економіку. Північна Македонія — країна, що розвивається, займає 82 місце в індексі людського розвитку і забезпечує своїм громадянам соціальне забезпечення, універсальну систему охорони здоров'я та безкоштовну початкову та середню освіту.

## Назва
Назва країни Македонія (мак. Македонија; грец. Μακεδονία) походить від назви античного царства (згодом область) Македонес (грец. Μακεδόνες). Давньогрецький прикметник μακεδνός (македнос) означає високий, який має той самий корінь, що й іменник μάκρος (довжина) у стародавній і новогрецькій мові. Імовірно назва означала або горяни, або високі люди.
За Гесіодом, назва Македонія походить від назви царя-засновника країни, сина Зевса і онука Девкаліона — Македона (грец. Μακεδών). Область сучасної Республіки Північна Македонія в давнину була частиною царства Паннонії, яку завоювали македонці, а потім римляни, ставши таким чином римською провінцією лат. Macedonia Salutaris, або лат. Macedonia Secunda.
Офіційна назва для держави, що використовувалася з 1993 року в ООН за наполяганням Греції, — Колишня Югославська Республіка Македонія (англ. Former Yugoslav Republic of Macedonia, FYROM, мак. Поранешна Југословенска Република Македонија).
1991 року при розпаді Югославії на окремі держави територія Македонії не зазнала змін. Водночас поява цієї окремої держави призвела до політичної суперечки з Грецією з приводу використання назв «Македонія» і «македонці». 4 листопада 2004 року адміністрація США офіційно визнала Республіку Македонія з цією її конституційною назвою. Тим часом Європейський Союз заявив, що буде користуватися колишньою назвою Македонії. Євросоюз також надав Греції гарантії, що Македонія зможе стати повноправним членом цієї організації тільки після узгодження назви.
У квітні 2011 року Македонія подала позов до Міжнародного суду в Гаазі. Македонія звинувачувала Грецію у створенні перешкод для вступу Македонії в ЄС і НАТО. 5 грудня 2011 року Міжнародний суд ООН ухвалив рішення, що Греція не має права блокувати членство Македонії в НАТО, ЄС та інших міжнародних організаціях.
12 червня 2018 року уряди Греції та Македонії після довгої суперечки прийшли до консенсусу щодо найменування країни, в результаті якого македонська сторона ухвалила рішення почати процедуру зміни назви на Республіку Північна Македонія (мак. Република Северна Македонија). 17 червня міністри закордонних справ двох держав підписали угоду про відповідну зміну назви. 11 січня 2019 року парламент Колишньої Югославської Республіки Македонії ухвалив зміни до конституції, згідно з якими вона міняє назву на Республіка Північна Македонія. За зміну проголосував 81 з 120 депутатів.
25 січня 2019 року парламент Греції ратифікував угоду про зміну назви Македонії на Республіку Північна Македонія.
Після ратифікації парламентом Греції Протоколу про вступ Північної Македонії в НАТО 8 лютого 2019 року, Республіка Македонія почала здійснення практичних заходів щодо зміни назви на Республіку Північна Македонія (зміна вивісок, документації та ін.).
12 лютого 2019 року Республіка Македонія офіційно змінила назву на Республіка Північна Македонія.
11 лютого 2020 країна ратифікувала протокол про вступ у НАТО, за це проголосували 98 % присутніх у парламенті депутатів. 27 березня 2020 країна офіційно стала 30-м членом НАТО.

## Географія

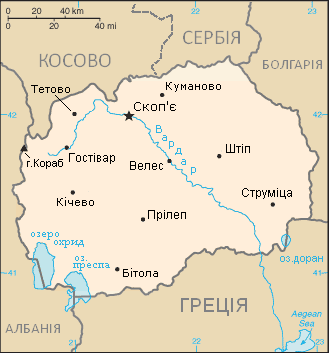
Мапа Північної Македонії

Країна розташована у центральній частині Балканського півострова. Межує на заході з Албанією (спільний кордон — 151 км), на сході з Болгарією (148 км), на півночі з Сербією (62 км) та визнаним більшістю світу незалежним колишнім сербським краєм Косово (159 км) і на півдні з Грецією (228 км).
Площа території — 25 713 км².
Столиця — Скоп'є (мак. Скопје) — 448,6 тис. жителів.
Великі міста: Битола (83,6 тис. жителів), Куманово (78,3 тис.), Тетово (60,3 тис.).

### Природа

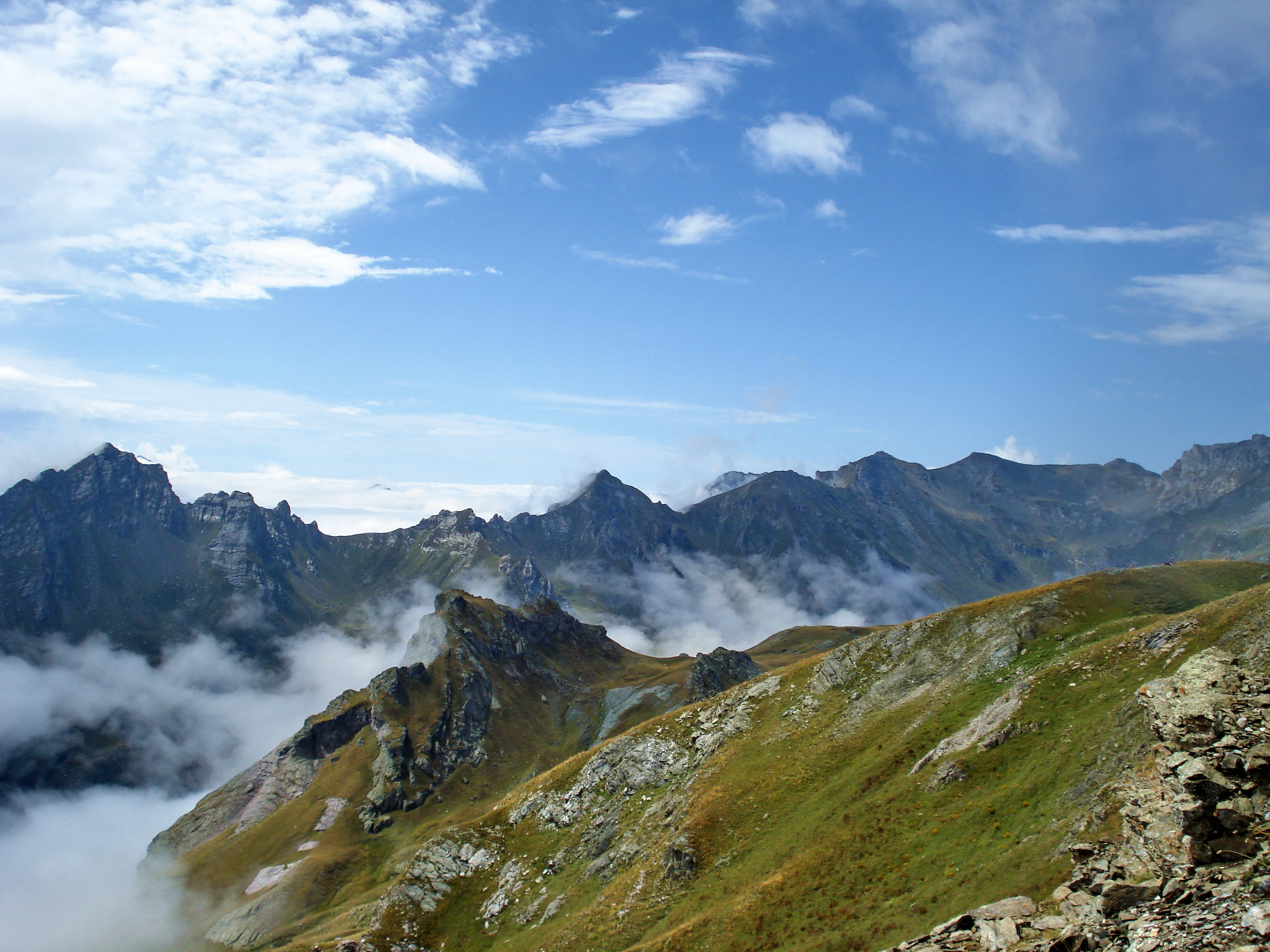
Пейзаж гори Кораб

Більшу частину території Північної Македонії займають середньовисокі гори (висота до 2764 м у межах хребта Кораб на кордоні з Албанією) із плоскими вершинами й крутими глибоко розчленованими схилами. Складені кристалічними сланцями, доломітами, вапняками; місцями розвинений карст. Гори розділені тектонічними зниженнями, зайнятими озерами (Охридським, Преспа — найбільшими на Балканському півострові) або долинами річок (головним чином басейн річки Вардар). Часті землетруси (один з них в 1963 зруйнував місто Скоп'є). Є родовища магнетиту (біля Дамяна), залізної руди (поблизу Кичево), свинцево-цинкових руд (Кратово-Злетовська гірничорудна область).
Клімат середземноморський. Літо спекотне сухе, зима м'яка дощова. Долини оброблені, на схилах до висоти 2000 м — мішані ліси й чагарники, вище — гірські луги. Середня річна температура 11—12 °C, середня температура липня 21—24 °C, січня — бл. 0 °C. Середня річна кількість опадів 500—700 мм, причому на півдні їх випадає більше.

## Історія

### Антична Македонія

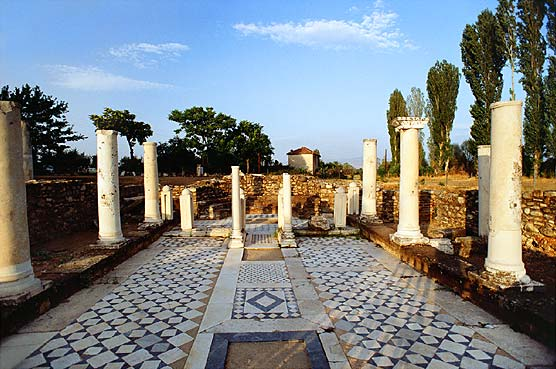
Гераклея Лінкестіс

На території сучасної Північної Македонії ще в епоху створення «Іліади» (VIII ст. до н. е.) жили племена пеонійців. У IV столітті до н. е. на території Північної Греції утворилося македонська держава, яка підкорила Стародавню Грецію, а в період правління Александра Великого стала величезною імперією, яка охоплювала землі до Індії і Єгипту. Після смерті Александра його держава розпалася, а у II столітті до н. е. в результаті Македонських воєн Македонія була завойована Римською республікою. Протягом наступних кількох століть країна залишалася римською провінцією і в такій якості в 395 році була включена до складу Східної Римської імперії (Візантії). Проте, потрібно зазначити, що стародавні македоняни мають грецьке походження, тому не мають родинних або культурних зв'язків із сучасним македонським народом.

### Середньовіччя
Новий етап в історії Македонії почався в VI столітті, коли на цих землях розселилися стародавні слов'яни. У VII—VIII ст. на македонських землях існував слов'янський племінний союз під назвою Склавінія. У цей період відбулося навернення тамтешнього населення до християнства. У IX ст. македонські землі увійшли до складу 1-го Болгарського царства (окрім регіону Фессалонік (нині м. Салоніки, Греція) та земель у пониззі річок Струма і Места). Занепад Болгарського царства призвів у 971 році до загарбання Візантією території, проте населення протягом 969—976 років чинило активний опір завойовникам. Перемога в боротьбі проти Візантії заклала підвалини незалежної держави, центр якої знаходився в македонському місті Прилеп. За часи правління царя Самуїла (997—1014) межі держави були розширені шляхом приєднання західноболгарських земель, Фессалії, Епіру та Боснії. У 1018 році царство захопила Візантія, що проводила в македонських землях політику еллінізації слов'ян. Це спричинило повстання 1040 та 1072 років і сприяло поширенню серед населення земель богомильства та павлікіанства.
У 1230 році Македонія увійшла до складу 2-го Болгарського царства, а з середини XIV ст. — до Сербії. Після смерті в 1355 році «короля сербів і греків» Стефана Душана і розпаду Сербської держави центрально-західна частина Македонії опинилася під владою жупана міста Прилеп — Вукашина Мрнжачевича. У цей час південно-східні македонські землі контролювалися деспотом Йованом Углешем Мрнячивичем, а північно-західні — Куманова Дерном (Деяновичем). Поразка від османів у битві на р. Мариця (басейн Егейського моря; 1371) призвела до загарбання македонських земель, які з 1395 року опинилися під владою султанів Османської імперії.
У добу османської окупації Македонії частина християнського населення була знищена. Багато феодалів втекли на захід і північ, частина з них пішла на компроміс з османською владою, а деякі прийняли іслам. Етнодемографічний склад жителів македонських земель упродовж століть відзначався певною строкатістю, але слов'яни з періоду заселення цих територій завжди становили переважну частину тутешнього населення. На початку XIX ст. з майже мільйона мешканців краю 725 тис. були православними християнами, левову частину яких складали слов'яни. Окрім мусульманського населення (арнаути, албанці, турки), у краї жили також вірмени, євреї, цигани тощо.

### Македонський національний рух

Прапор Крушевської Республіки

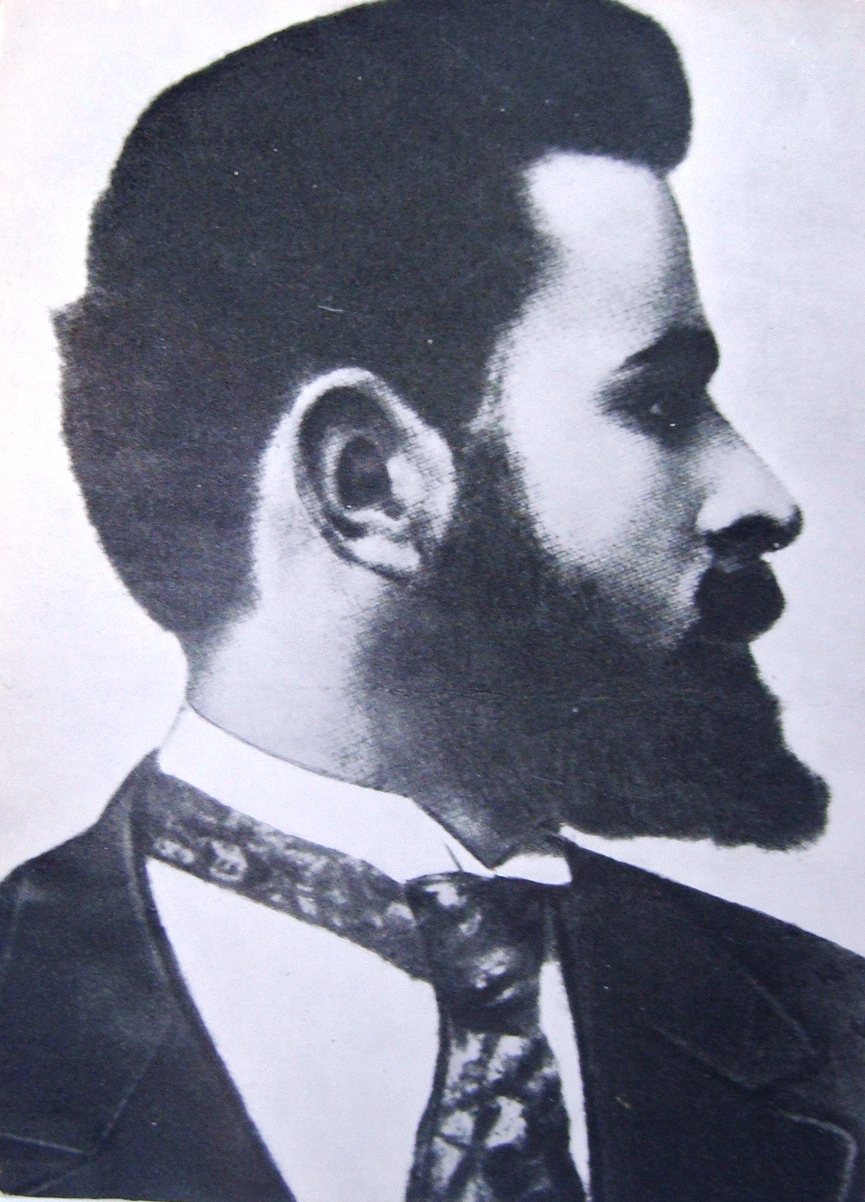
Нікола Карев, президент КР

Прапор ВМОРО та Ілінденського повстання

У національно-визвольному русі проти османів 1821—1829 років активну участь брали слов'яни. Одночасно були висунуті претензії греків на македонські землі, які у складі Османської імперії залишалися одними з найвідсталіших, проте розвитку їхнього господарства сприяла портова Солунь (нині м. Салоніки, Греція). Формування македонського національно-культурного руху (1-ша половина XIX ст.) відбувалося в руслі болгарського Відродження та відділення болгарської православної церкви від Константинопольського патріархату. Болгарські просвітники прагнули утвердження у свідомості слов'янського населення краю (яке вони називали «македонськими болгарами») відчуття їхньої причетності до «болгарських коренів». Певною мірою тезу підтримувала частина македонських інтелектуалів.
Розгортання в 2-й половині XIX ст. македонського національного руху сприяло пробудженню самосвідомості слов'ян краю. Ознакою цього стала дискусія стосовно необхідності утвердження македонської літературної мови. Якщо одна частина македонських просвітників погоджувалася на використання болгарської мови, то друга на чолі з Г. Пулевським вимагала визнання етнічної самобутності македонців та самостійності македонської мови. Наприкінці 1870-х років «македонське питання» ускладнювалося масовим переселенням на землі мусульманського населення з Болгарії, Сербії, Боснії та Герцеговини. Від 1880-х рр. македонські землі перетворилися на арену протиборства між Болгарією, Грецією та Сербією.
Першим державним утворенням на території сучасної республіки була недовговічна Крушевська республіка, яка виникла внаслідок Ілінденського повстання в Османській Імперії в 1903 році.
Давня історична область Македонія поділена між Сербією, Болгарією, Грецією після Балканських воєн 1912—1913 років. Сербська частина включала територію майбутньої Югославії в 1918, але постійно вимагала автономії. Під час Другої світової війни вона залишалась окупованою Болгарією в період 1941—1944 років.

### У складі Югославії та незалежна Македонія
1945 року стала республікою в межах Югославії. Після зростання напруги між етнічними македонцями і складеним майже цілком з сербів урядом Югославії, республіка оголосила себе незалежною від Югославії 1992 року. Міжнародне визнання було відкладене через неприйняття Грецією назви країни, яка збігається з назвою грецької провінції, територіальні претензії на відновлення Республіки Македонія в межах історичної області Македонії, а також на історичну спадщину Стародавньої Македонії. Зі зміненою назвою Колишня Югославська Республіка Македонія (англ. Former Yugoslav Republic of Macedonia, FYROM) країна прийнята в ООН в 1992 за згодою Греції, остання також блокувала вступ Республіки Македонія до НАТО та ЄС.
5 грудня 2011 Міжнародний суд ООН ухвалив рішення, що Греція не має права блокувати членство Македонії в НАТО, ЄС та інших міжнародних організаціях.
6 лютого 2019 року, після зміни назви країни, представники держав НАТО підписали протокол про вступ Північної Македонії до НАТО.
27 березня 2020 Північна Македонія стала членом НАТО.

## Політика

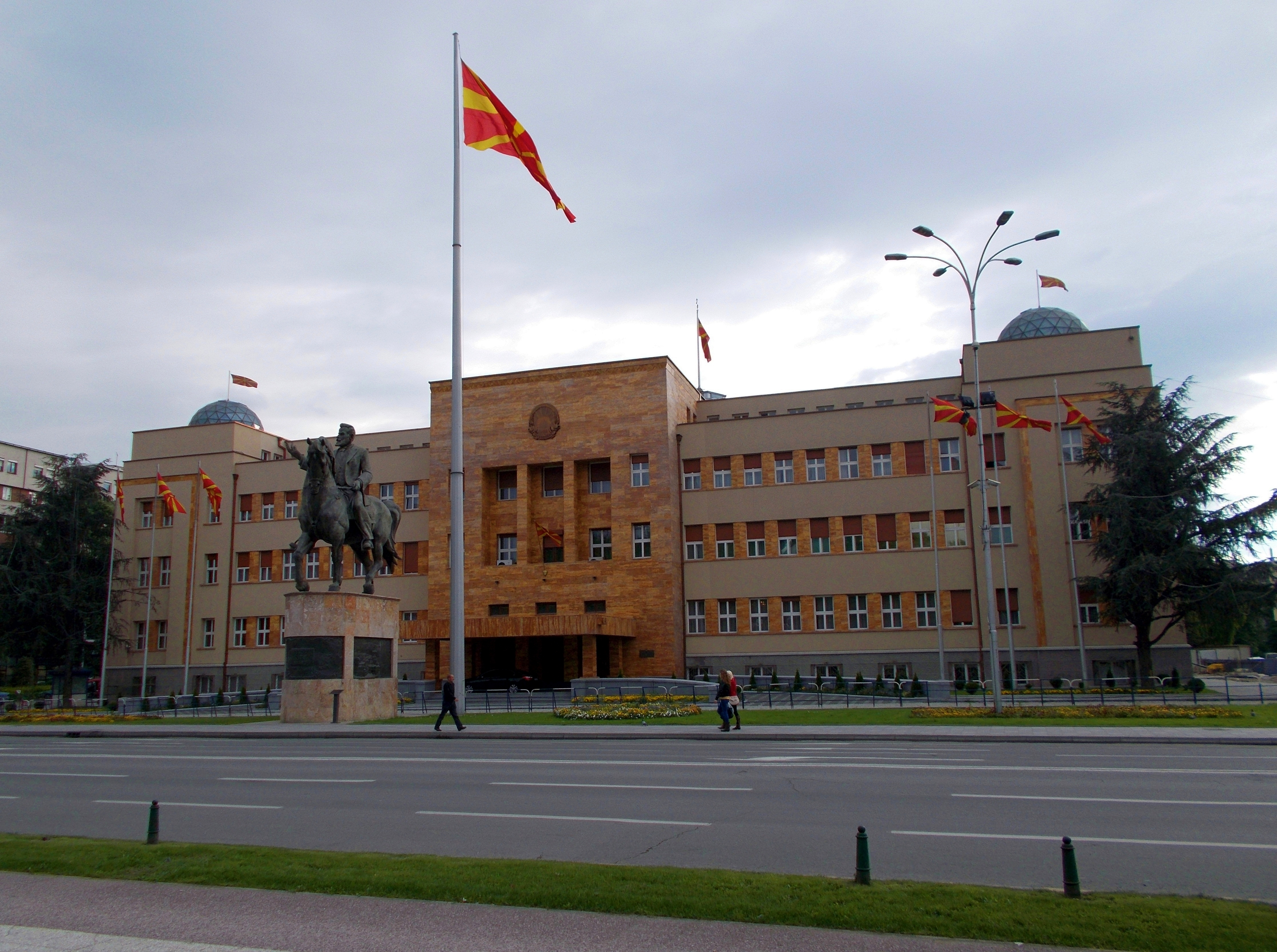
Будівля Зборів Північної Македонії у Скоп'є.

Північна Македонія — парламентська республіка, з урядом, що складається з представників коаліції партій однопалатного парламенту (Збори, мак. Собрание) та незалежною судовою гілкою з конституційним судом. Збори складаються із 120 депутатів і обираються на чотири роки. Посада Президента Республіки в більшості церемоніальна, реальна влада зосереджена в руках Прем'єр-міністра. Президент є головнокомандувачем збройними силами Республіки і очолює Раду Безпеки Республіки. Президент обирається на п'ять років з можливістю переобратися на другий термін. За результатами другого туру президентських виборів, що відбулися 5 квітня 2009 року, Президентом був обраний Георге Іванов.
З прийняттям нового закону і проведенням у 2005 році виборів функції місцевого самоврядування були розділені між 78 муніципалітетами (општини). Столиця Скоп'є керується групою з десяти муніципалітетів, що разом утворюють одиницю «Місто Скоп'є». Муніципалітети в Північній Македонії є одиницями місцевого самоврядування. Сусідні муніципалітети можуть укладати угоди про співробітництво.
Головні політичні розбіжності в країні відбуваються між етнічними політичними партіями, що представляють етнічну македонську більшість і албанську меншину. Проблема балансу сил між двома спільнотами призвела до короткочасної війни в 2001 році, після якої була досягнута угода про розподіл влади. У серпні 2004 року парламент прийняв закон про перерозподіл місцевих меж і надання більше прав місцевої автономії етнічним албанцям у районах, де вони переважають.
Після складної передвиборної кампанії, на виборах 5 липня 2006 року Північна Македонія побачила відносно спокійну і демократичну зміну влади. Вибори відзначилися вирішальною перемогою правоцентристської партії ВМРО-ДПМНЄ на чолі з Николою Груєвським. Рішення останнього про включення до нового уряду Демократичної партії албанців замість коаліційних Демократичного союзу за інтеграцію — Партії демократичного процвітання, які здобули більшість голосів албанців, викликало протести в тих регіонах країни, де переважало албанське населення. Пізніше між правлячою ВМРО-ДПМНЄ і Демократичним союзом за інтеграцію був встановлений діалог з метою обговорення суперечок між двома сторонами та підтримки європейських та натівських прагнень країни.
Після дострокових парламентських виборів 2008 року ВМРО-ДПМНЄ і Демократичний союз за інтеграцію сформували правлячу коаліцію.
У квітні 2009 року мирно відбулися президентські і місцеві вибори, що мало вирішальне значення для намірів македонців вступити до ЄС. На місцевих виборах правляча консервативна ВМРО-ДПМНЄ здобула перемогу, а новим президентом став кандидат від цієї партії Георге Іванов.
У червні 2017 року через півроку після дострокових виборів новим прем'єр-міністром став Зоран Заєв з СДСМ. Новий лівоцентристський уряд поклав край 11-річному консервативному правлінню ВМРО-ДПМНЄ на чолі з колишнім прем'єр-міністром Николою Груєвським.
Станом на 4 січня 2020 року виконувачем обов'язків прем'єр-міністра Північної Македонії був Олівер Спасовський, а чинним головою парламенту — Талат Джафері. Обрання Джафері негайно спричинило протести з боку ВМРО-ДПМНЄ, які були швидко придушені поліцією.
Дострокові парламентські вибори відбулися 15 липня 2020 року. З серпня 2020 року прем'єр-міністром Республіки Північна Македонія знову став Зоран Заєв. Стево Пендаровський склав присягу як новий президент Північної Македонії у травні 2019 року. Прем'єр-міністр Зоран Заєв оголосив про свою відставку після того, як його партія, Соціал-демократичний союз, зазнала поразки на місцевих виборах у жовтні 2021 року. У січні 2022 року прем'єр-міністром був обраний Димитар Ковачевський. Новий коаліційний кабінет складається з соціал-демократів Ковачевського та двох етнічних албанських партій.
Законодавчим органом влади в країні є Збори (мак. Собрание). Вони розробляють, розглядають і приймають закони. Чинна Конституція Північної Македонії прийнята 1991 року. Вона обмежує владу як на національному, так і на місцевому рівнях. Застосування збройних сил також обмежено конституцією. За Конституцією, Північна Македонія є соціальною вільною державою, а її столицею є Скоп'є. 120 депутатів парламенту обираються на загальних виборах строком на чотири роки. Кожен громадянин республіки має право голосу з 18 років. Нинішній голова Зборів — Талат Джафері.
Виконавча влада в Північній Македонії здійснюється урядом, прем'єр-міністр якого є найвпливовішим політиком у країні. Члени уряду обираються прем'єр-міністром, для кожної сфери суспільства існують міністри. Є міністри економіки, фінансів, інформаційних технологій, суспільства, внутрішніх справ, закордонних справ тощо. Члени уряду обираються строком на чотири роки. Судова влада здійснюється судами, а судову систему країни очолюють Верховний суд, Конституційний суд і Республіканська судова рада. Судді призначаються зборами.

### Зовнішні відносини
Північна Македонія стала членом ООН 8 квітня 1993 року, через вісімнадцять місяців після здобуття незалежності від Югославії. До вирішення давньої суперечки з Грецією з приводу назви країни в Організації вона згадувалась як «Колишня Югославська Республіка Македонія», з січня 2019 року як (Республіка) Північна Македонія.
Головним інтересом країни є повна інтеграція та участь у європейських і трансатлантичних процесах.
Північна Македонія є членом таких міжнародних і регіональних організацій: МВФ (1992), ВООЗ (1993), ЄБРР (1993), Центральноєвропейська ініціатива (1993), Рада Європи (1995), ОБСЄ (1995), Ініціатива НАТО у Південно-Східній Європі (1996), СОТ (2003), Центральноєвропейська асоціація вільної торгівлі (2006), Франкофонія (2011), НАТО (2020).
У 2005 році країна була офіційно визнана державою-кандидатом у членство Європейського Союзу.
На саміті НАТО в Бухаресті в 2008 році Македонія не отримала запрошення щодо приєднання до організації, оскільки Греція наклала вето в зв'язку із суперечкою з приводу назви. Раніше США висловили підтримку щодо запрошення, проте згодом саміт вирішив відправити запрошення лише за умови вирішення конфлікту з Грецією.
У березні 2009 року Європейський парламент висловив підтримку кандидатурі Північної Македонії в членство ЄС і попросив Європейську комісію визначити країні дату початку переговорів щодо вступу до кінця 2009 року. Парламент також рекомендував скоріше зняття візового режиму для македонських громадян. Проте до укладення Преспанської угоди країна не змогла отримати дату початку перемовин про приєднання через спір з назвою. У цьому плані позиція ЄС була схожою з позицією НАТО в тому, що вирішення суперечки з назвою було попередньою умовою для початку переговорів щодо членства.
У жовтні 2012 року єврокомісар з питань розширення Штефан Фюле запропонував учетверте почати перемовини щодо вступу країни в організацію, хоча минулі три рази вже були заблоковані Грецією. Тоді ж Фюле відвідав Болгарію з метою отримання її позиції щодо Македонії. Він встановив, що Болгарія майже приєдналася до позиції Греції щодо накладення вето на переговори. Позиція Болгарії полягала в тому, що Софія не могла видати офіційному Скоп'є сертифікат ЄС через те, що останній систематично використовував ідеологію ненависті до Болгарії.
Україна визнала державу під іменем Республіка Македонія 23 липня 1993 року, офіційні дипломатичні відносини між обома країнами були встановлені 20 квітня 1995 року. Розвиток відносин відбувається на основі договірно-правової бази (понад 30 договорів та угод). Реалізація співробітництва найінтенсивніше проходила в торговельно-економічній, військово-технічній, науковій та культурній сферах.
29 липня 2022 року під час Російського вторгнення в Україну Міністерство оборони Північної Македонії підтвердило передачу Україні танків T-72 радянського виробництва.

### Збройні сили

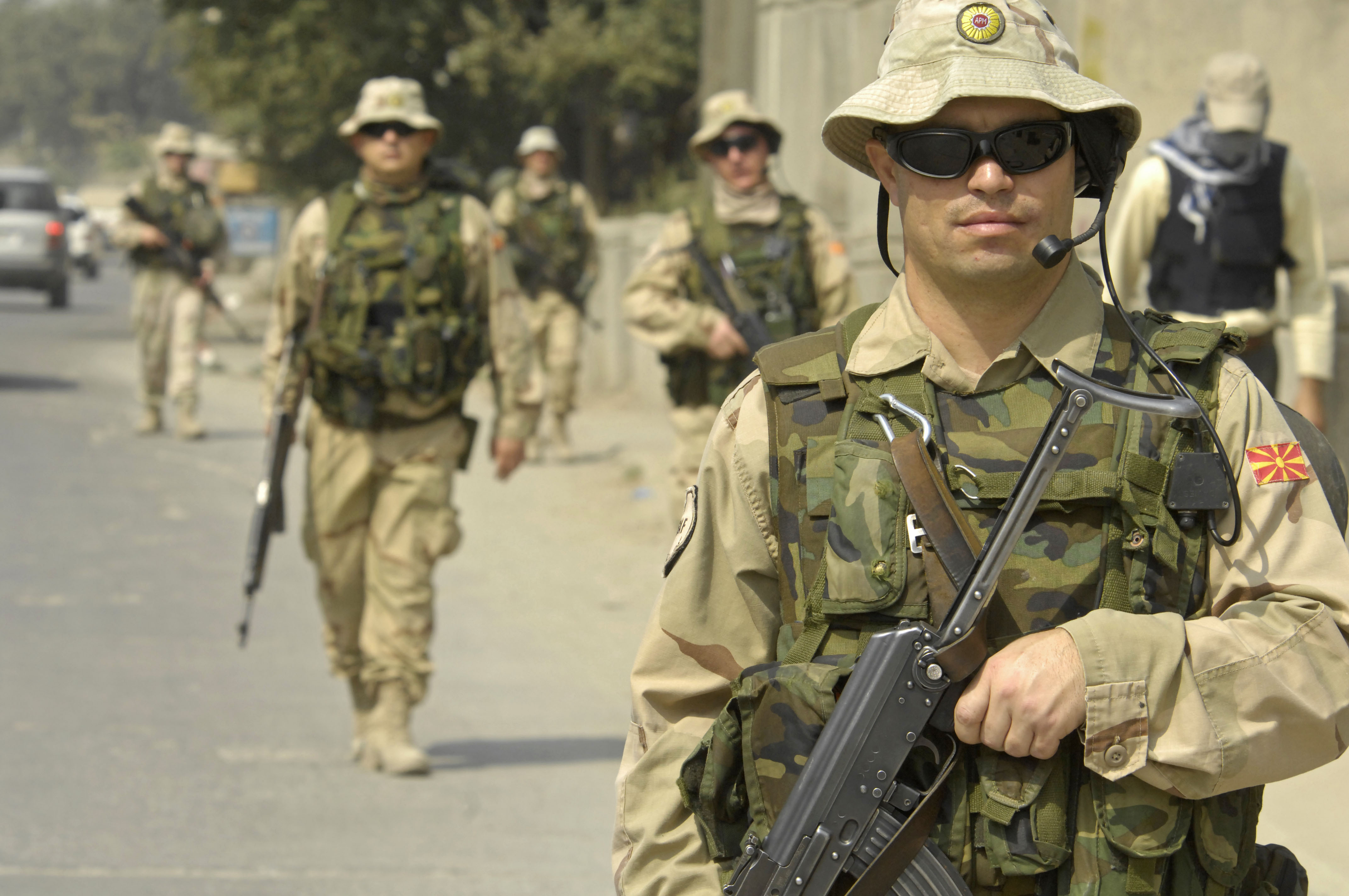
Македонські військовослужбовці патрулюють вулиці Кабула в 2008 році в складі Міжнародних сил сприяння безпеці

Збройні сили були сформовані 1992 року після оголошення незалежності держави та виведення військ та озброєння Югославії.
Спочатку македонська армія мала у своєму розпорядженні чотири пошкоджені танки Т-34 часів Другої світової війни та деяку кількістю стрілецької зброї. Сучасне озброєння було закуплено та отримано в дар від Болгарії, США та України.
До складу збройних сил Північної Македонії входять армія, військово-повітряні сили і сили спеціального призначення. Політика уряду в сфері оборони спрямована на гарантування збереження незалежності і суверенітету держави, цілісності її території та повітряного простору та конституційного порядку. Її основними завданнями залишаються розвиток і підтримка здатності захищати життєво важливі інтереси країни на рівні, що заслуговують довіри населення, та розвиток Збройних сил таким чином, аби забезпечити їхню взаємодію зі збройними силами НАТО та державами-членами Європейського Союзу та участь у повному спектрі місій НАТО.
Міністерство оборони розробляє стратегію оборони республіки й оцінює можливі ризики та загрози. Воно також відповідає за систему оборони, зокрема підготовка, готовність, обладнання та розвиток, а також за складення і представлення оборонного бюджету.
Македонська армія сприяла силам НАТО в війні 1999 року, брала участь у внутрішньому конфлікті 2001 року, окремі підрозділи воювали в Іраку та Афганістані на боці США.
2006 року скасовано військовий обов'язок, відбувся перехід до професійної армії. Армія проходить значні перетворення з метою вступу в НАТО.

## Адміністративний поділ

Сільські/міські општини

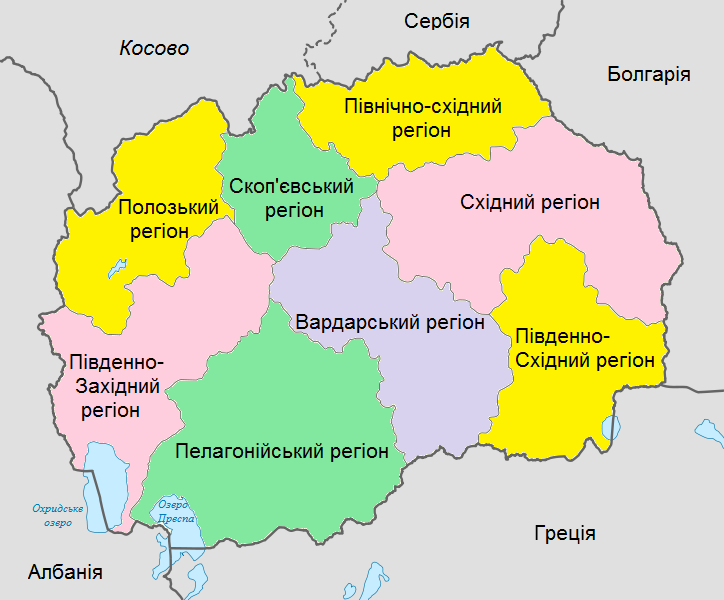
Статистичні регіони Північної Македонії

Статистичні регіони існують виключно з юридичною та статистичною метою. Загалом їх 8:
- Вардарський
- Східний
- Пелагонійський
- Полозький
- Північно-Східний
- Скоп'євський
- Південно-Східний
- Південно-Західний

У серпні 2004 року країна була переділена на 78 муніципалітети (општини; одинич. форма општина); 10 муніципалітетів утворюють місто Скоп'є, окрему одиницю місцевого самоврядування та столицю країни.
Більшість сучасних муніципалітетів збереглися або об'єдналися з попередніми 123 муніципалітетами, що з'явилися у вересні 1996 року; решта були об'єднані, а їхні межі були змінені. До цього адміністративний поділ складався з 34 адміністративних районів, комун або округів (також општини).

## Економіка
Північна Македонія провела значні економічні реформи з моменту здобуття незалежності, свідченням чого є оцінка Світового банку за 2009 рік, яка поставила країну на четверте місце серед «найреформованіших держав» з поміж 178. В останні роки в країні сформувалася відкрита економіка, на долю якої припадає понад 90 % ВВП. З 1996 року в Північній Македонії спостерігається стійке, хоч і повільне, економічне зростання — в 2005 році ріст ВВП склав 3,1 %. Згідно з прогнозами, ця цифра в середньому зросте до 5,2 % в період 2006—2010 років. Уряд успішно вжив заходів боротьби з інфляцією — 3 % в 2006 році й 2 % в 2007 році, і реалізував політику, спрямовану на залучення іноземних інвестицій і сприяння розвитку малих і середніх підприємств.

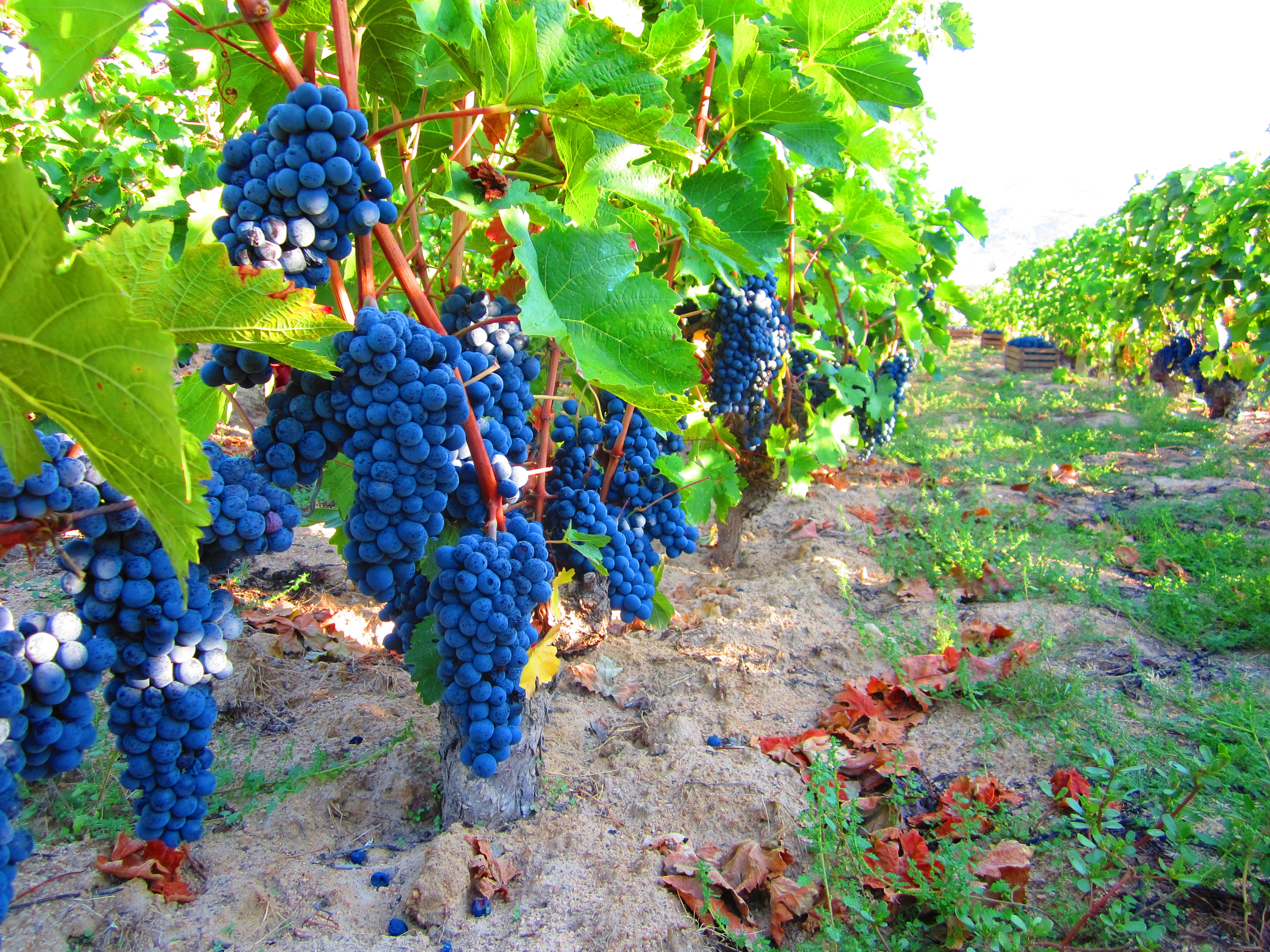
Виноградник у Північній Македонії

Нинішній уряд ввів єдину податкову систему з метою зробити країну привабливішою для іноземних інвестицій. 2007 року ставка єдиного податку склала 12 %, а в наступному році була знижена до 10 %. Незважаючи на ці реформи, станом на  2005 рівень безробіття в Північній Македонії склав 37,2 %, а станом на  2006 її рівень бідності склав 22 %. У зв'язку з низкою заходів щодо працевлаштування, а також успішним процесом залучення транснаціональних корпорацій та згідно з даними Державного статистичного управління Македонії, рівень безробіття в країні у першому кварталі 2015 року знизився до 27,3 %. Урядова політика і заходи щодо прямих іноземних інвестицій призвели до створення місцевих філіалів кількох провідних світових виробничих компаній, особливо компаній автомобільної промисловості, таких як: Johnson Controls Inc., Van Hool NV, Johnson Matthey plc, Lear Corp., Visteon Corp., Kostal GmbH, Gentherm Inc., Dräxlmaier Group, Kromberg & Schubert, Marquardt GmbH, Amphenol Corp., Tekno Hose SpA, KEMET Corp., Key Safety Systems Inc., ODW-Elektrik GmbH тощо.
Що стосується структури ВВП, то станом на  2013 виробничий сектор, зокрема гірнича промисловість і будівництво, склав найбільшу частину ВВП (21,4 %) проти 21,1 % в 2012 році. Сектор торгівлі, транспорту і розміщення склав 18,2 % ВВП у 2013 році, збільшившись з 16,7 % в 2012 році, а сільське господарство склав 9,6 % проти 9,1 % в минулому році.

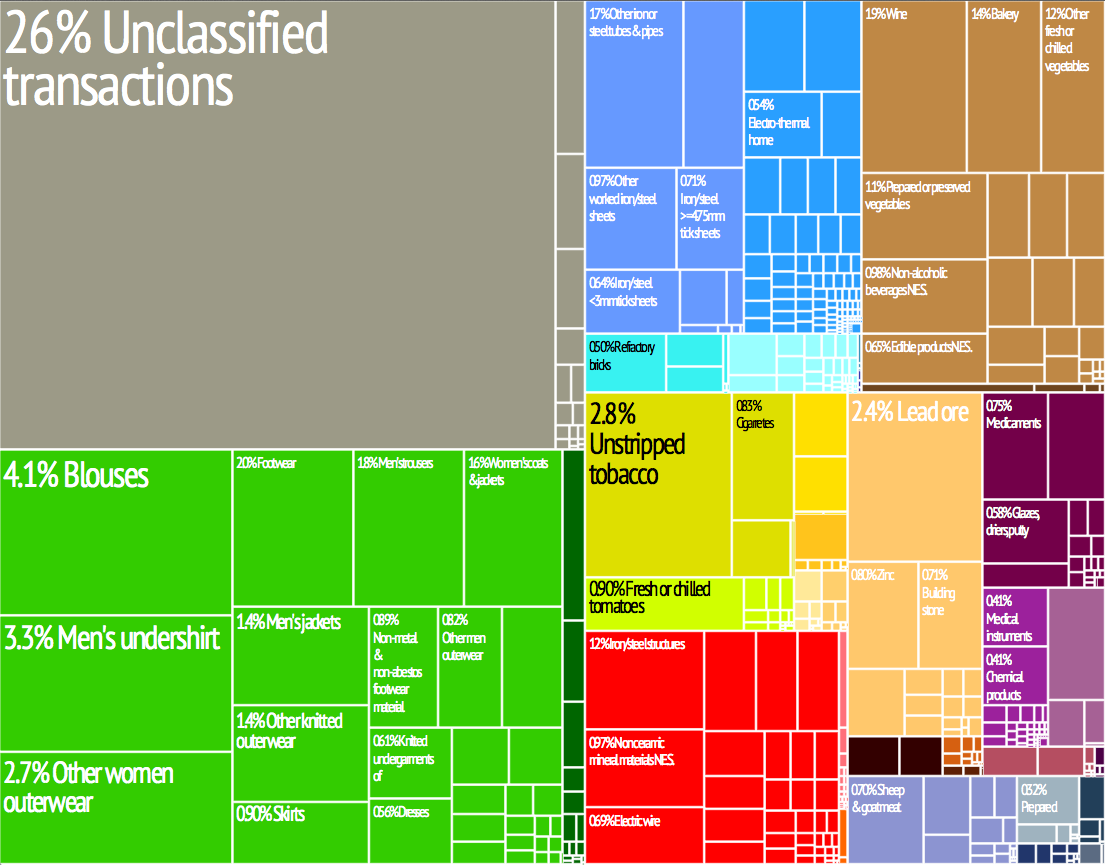
Графічне зображення експорту Північної Македонії

Що стосується зовнішньої торгівлі, то в 2014 році найбільшими секторами, що забезпечили експорт країни, були хімікати і супутні матеріали (21,4 %) та машини і транспортне обладнання (21,1 %). Основними секторами імпорту в 2014 році були промислові товари, класифіковані за матеріалами (34,2 %), машини і транспортне обладнання (18,7 %) та мінеральне паливо, мастильні матеріали і супутні матеріали (14,4 %). В 2014 році 68,8 % зовнішньої торгівлі припали на ЄС, що робить Союз безумовно найбільшим торгівельним партнером Північної Македонії (23,3 % з Німеччиною, 7,9 % з Великою Британією, 7,3 % з Грецією, 6,2 % з Італією тощо). Майже 12 % зовнішньої торгівлі в 2014 році припали на країни Західних Балкан.
Північна Македонія має одну з найбільших кількість людей, що зазнають фінансових труднощів: 72 % її громадян заявили, що їм «складно» чи «дуже складно» керувати доходами своїх домогосподарств, при тому, що Північна Македонія і Хорватія є єдиними країнами на Західних Балканах, які не повідомили про збільшення цієї статистики. Корупція і відносно неефективна правова система також є істотними перепонами на шляху успішного економічного розвитку. Північна Македонія як і раніше має один з найнижчих показників ВВП на душу населення в Європі. Крім того, тіньовий сектор економіки оцінюється в 20 % ВВП. Згідно з даними Євростату, в 2014 році ВВП Македонії на душу населення складав 36 % від середнього показника по ЄС. Північна Македонія менш розвинута і має значну меншу економіку, ніж у більшості колишніх югославських республік. Її ВВП на душу населення за паритетом купівельної спроможності складає 9157 дол. США, а Індекс людського розвитку — 0,701.

### Інфраструктура та електронна інфраструктура
Північна Македонія (разом з Чорногорією, Боснією та Герцеговиною та Косово) належить до менш розвиненого регіону колишньої Югославії. Після здобуття незалежності країна пережила серйозні економічні труднощі через крах внутрішнього югославського ринку та припинення субсидіювання з Белграду. Крім того, вона зіштовхнулася з тими самими проблемами, з якими зустрілися решта колишніх соціалістичних країн Східної Європи при переході до ринкової економіки. Її основний сухопутний залізничний маршрут експорту через Сербію залишається ненадійним через високі транзитні витрати, що впливає на експорт раніше високорентабельного ринку ранніх овочів до Німеччини.
У 2007 році ІТ-ринок Північної Македонії зріс до 63,8 % на рік, ставши найбільш зростаючим ринком в адріатичному регіоні.

### Торгівля та інвестиції
До розпаду Югославії Сербія складала 60 % ринку Північної Македонії, тому спалах югославських війн і введення санкцій проти Сербії та Чорногорії завдали великого збитку економіці країни. Також економіка постраждала від торгівельного ембарго, введеного Грецією проти республіки в 1994—1995 роках. Деяке відновлення відбулося після кінця Боснійської війни в листопаді 1995 року та скасування ембарго, проте війна в Косово в 1999 році та албанська криза 2001 року призвели до подальшої дестабілізації.
Після припинення ембарго Греція стала найважливішим діловим партнером країни. Більшість грецьких компаній придбали колишні державні підприємства в Північній Македонії, зокрема нафтопереробний завод «Окта», хлібопекарську компанію «Жіто Люкс», мармурову шахту в Прилепі, текстильні підприємства в Бітолі тощо, та працевлаштували в них 20 000 осіб. Переміщення нафтового бізнесу в Північну Македонію було викликано піднесенням Греції на нафтових ринках.
Іншими ключовими партнерами є Німеччина, Італія, Сполучені Штати Америки, Словенія, Австрія та Туреччина.

### Транспорт
За своїм географічним розташуванням Північна Македонія є континентальною країною в центрі Балканського півострова, і тому основними транспортними шляхами є ті, що з'єднують різні частини півострова (трансбалканські шляхи). Особливо важливе є сполучення між північчю-півднем та Вардарською долиною, яке з'єднує Грецію з рештою Європи.
Залізниці
Загальна протяжність мережі залізниць у Північній Македонії складає 699 км. Найважливішою залізничною лінією є лінія сербський кордон — Куманово — Скоп'є — Велес — Гевгелія — грецький кордон. Після 2001 року була побудована залізнична лінія Беляковці — болгарський кордон, яка з'єднала Скоп'є із Софією. Найважливішим залізничним вузлом країни є Скоп'є, решта два — Куманово та Велес.
Пошта та телекомунікації
«Македонська Пошта» — македонська державна компанія, що надає поштові послуги. Заснована в 1992 році як «ПТТ Македонія». У 1993 році була прийнята до Всесвітнього поштового союзу, в 1997 році «ПТТ Македонія» була розділена на «Македонський Телеком» та «Македонська Пошта».
Водне сполучення
У країні розвинений лише озерний рух через Охридське озеро та озеро Преспа, в основному для туристичних цілей.
Аеропорти
У Північній Македонії офіційно існують 17 аеропортів, з них 11 — із твердим покриттям. Серед них є два аеропорти міжнародного значення — Міжнародний аеропорт Скоп'є та Аеропорт «Охрид» імені Апостола Павла.

### Туризм
Туризм становить основну частину економіки Північної Македонії. Багатство природних та культурних пам'яток робить країну привабливим місцем для відвідувачів. Щорічно вона приймає близько 700 000 туристів.

## Населення

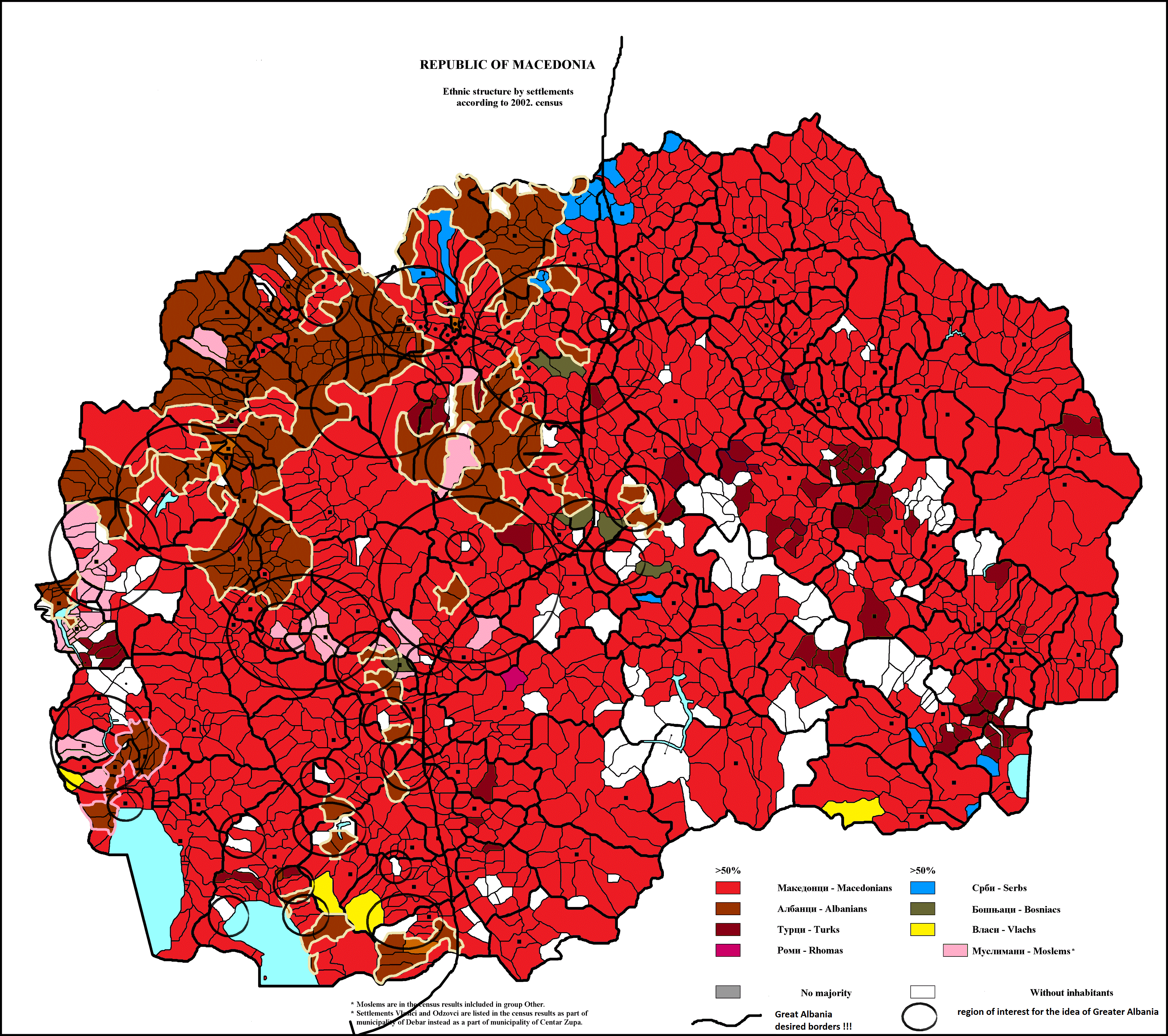
Етнічні групи в Македонії

Чисельність населення — 2,023 млн осіб (2002 р.); з них македонці — 64,2 %; албанці — 25,1 %; турки — 3,85 %; цигани — 2,3 %; серби — 2 %; слов'яни-мусульмани — 2,1 %
- 1981 — 1,909,136 осіб.
- 1991 — 2,033,964 осіб.
- 2002 — 2,022,547 осіб.

Албанці наполягають на заниженні своєї кількості цим переписом, вважаючи, що кількість албанського населення в Північній Македонії становить до 40 і більше відсотків. Значна частина македонців проживає за межами країни: 150 тис. — у США, 120 тис. — у Канаді, 150 тис. — в Австралії, приблизно 150 тис. — в Західній Європі. За оцінкою 1995 р. загальна чисельність македонців у світі становить — 2,2 млн осіб.

### Релігія

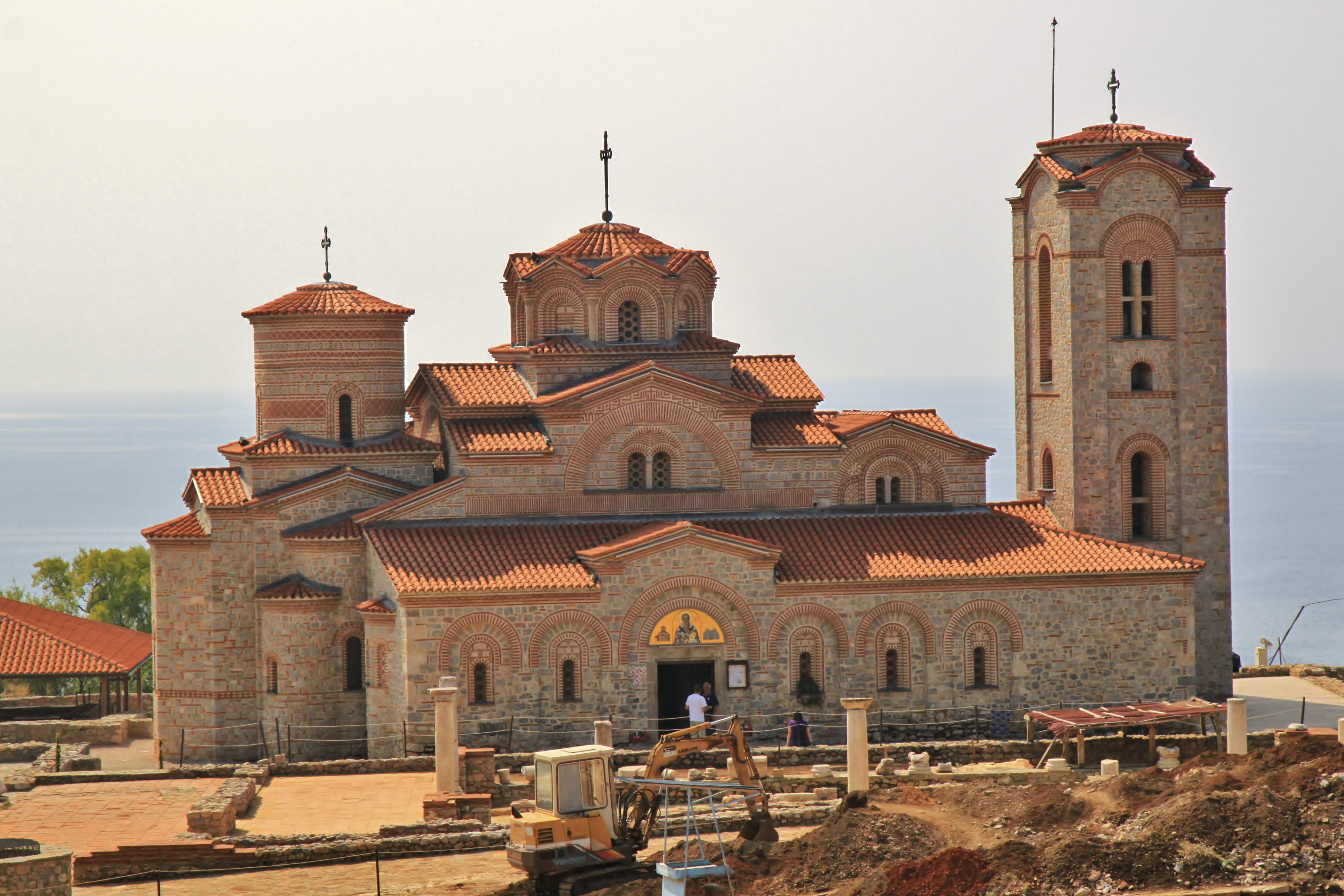
Монастир Святого Пантелеймона в Охриді.

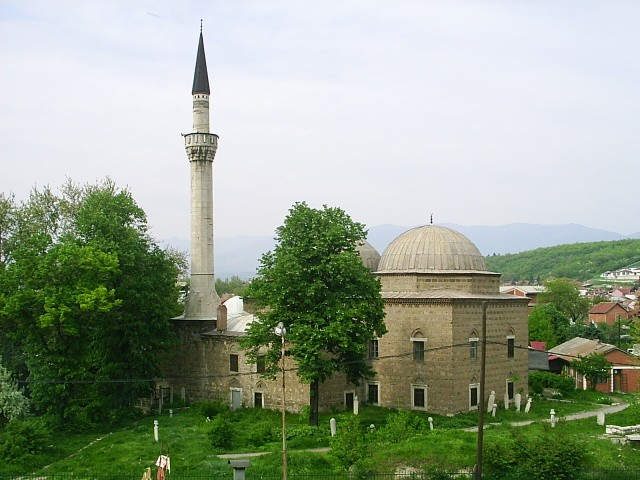
Мечеть Ісхак Бея в Скоп'є, Старий базар

Більшість жителів країни (близько 67 %) належить до Македонської православної церкви, що в 1958 році отримала автономію, а в 1967 проголосила свою незалежність від Сербської православної церкви, але її автокефалія була визнана іншими православними церквами лише 2022 року.
Мусульмани становлять 30 % від загального числа віруючих, прихильників інших конфесій — 3 %. Усього в Північній Македонії 1200 православних церков і монастирів й 425 мечетей. Серед мусульман переважають албанці і турки, переважна більшість слов'ян — православні.

### Міста

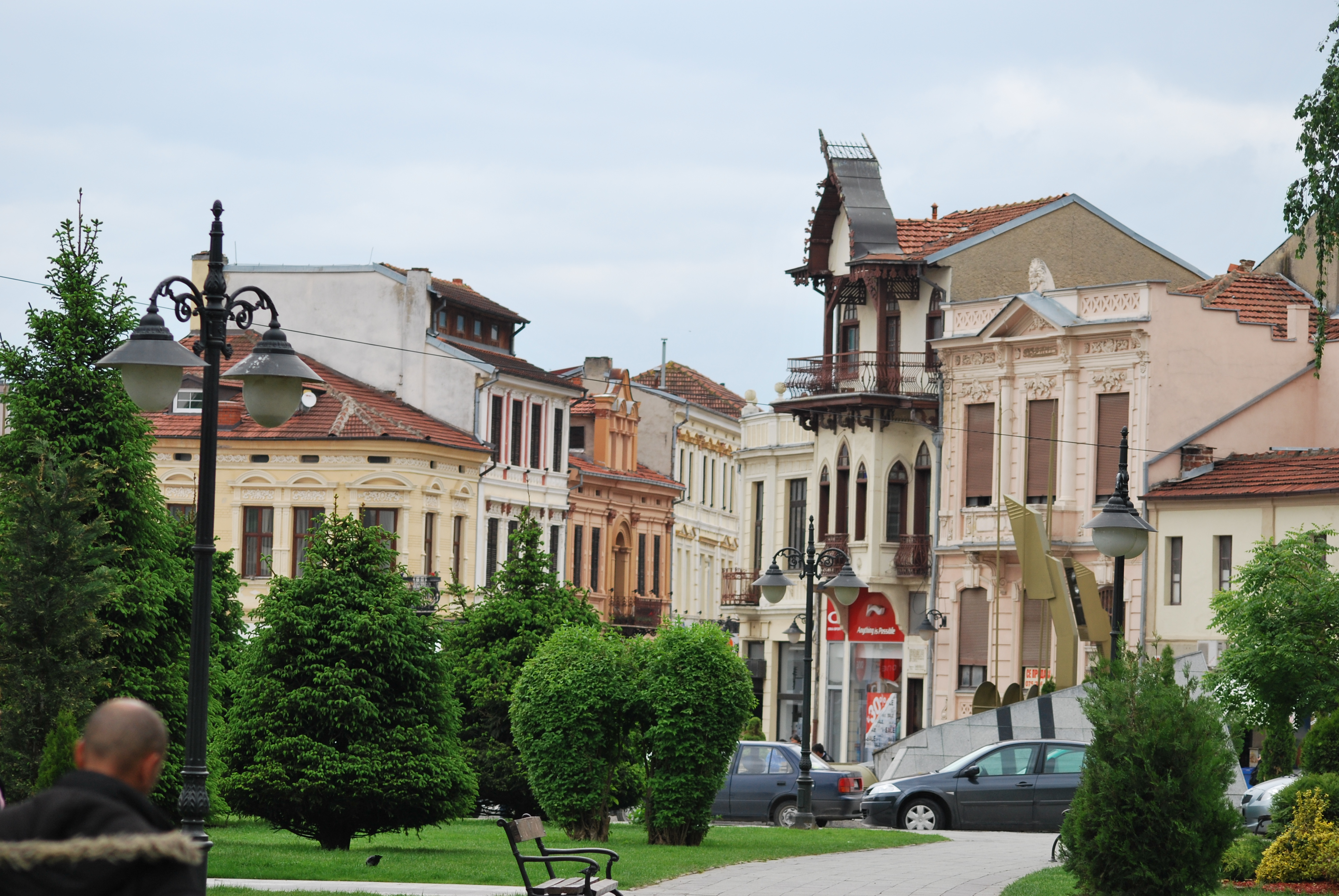
Бітола

| Місто         | Община        | Регіон             | Населення |
| ------------- | ------------- | ------------------ | --------- |
| Велес         | Велес         | Вардарський регіон | 43716     |
| Кавадарці     | Кавадарці     | Вардарський регіон | 29188     |
| Неготино      | Неготино      | Вардарський регіон | 13284     |
| Светі-Ніколе  | Светі-Ніколе  | Вардарський регіон | 13746     |
| Бітола        | Бітола        | Пелагонійський     | 80550     |
| Прилеп        | Прилеп        | Пелагонійський     | 66246     |
| Дебар         | Дебар         | Південно-Західний  | 14561     |
| Кичево        | Кичево        | Південно-Західний  | 27067     |
| Охрид         | Охрид         | Південно-Західний  | 42033     |
| Струга        | Струга        | Південно-Західний  | 16559     |
| Гевгелія      | Гевгелія      | Південно-Східний   | 15685     |
| Радовиш       | Радовиш       | Південно-Східний   | 16223     |
| Крива-Паланка | Крива-Паланка | Північно-Східний   | 14558     |
| Куманово      | Куманово      | Північно-Східний   | 70842     |
| Гостивар      | Гостивар      | Полозький регіон   | 35847     |
| Тетово        | Тетово        | Полозький регіон   | 52915     |
| Скоп'є        | Скоп'є        | Скоп'євський       | 668518    |
| Виница        | Виница        | Східний регіон     | 10863     |
| Делчево       | Делчево       | Східний регіон     | 11500     |
| Кочани        | Кочани        | Східний регіон     | 28330     |
| Штип          | Штип          | Східний регіон     | 43652     |

## Культура

### Освіта

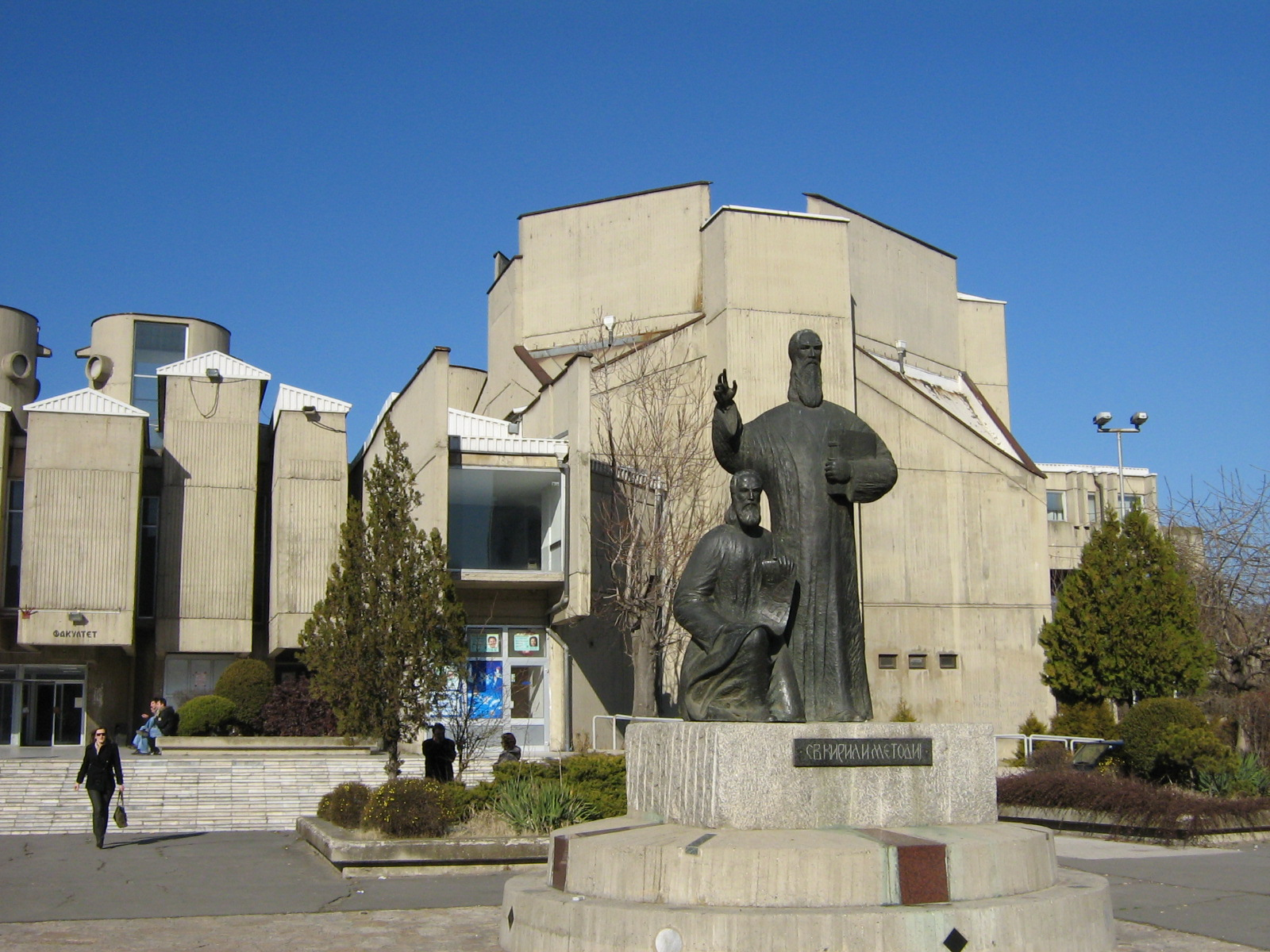
Університет св. Кирила і Мефодія

Система освіти охоплює початкову, середню та вищу школу. У країні працюють 344 початкові восьмирічні школи, у яких навчаються 254 тисячі школярів. 170,4 тисячі школярів у 331 школі вчаться македонською мовою, 76,6 тисячі учнів у 128 школах — албанською мовою, 6,3 тисячі учнів у 36 школах — турецькою мовою й понад 600 учнів у 12 школах — сербською мовою.
У Північній Македонії діють три університети: Святих Кирила й Мефодія у Скоп'є (відкритий в 1946), Університет святого Климента Охридського в Бітолі й Албанський університет у Тетово (заснований в 1995, офіційне визнання одержав 1998 року).

### Історія культури
Хоча на території Північної Македонії збереглися сліди культури Стародавньої Македонії, давні македонці мали еллінське походження. Слов'яномовні брати-болгари (за іншою версією греки) Кирило і Мефодій, уродженці Салонік, вихідці з історичної території області Македонії, часто хибно асоціюються із Північною Македонією.
У стародавньому місті Охриді 886 року починав свою діяльність один з учнів Мефодія просвітитель і письменник Климент Охридський (840—916). В 11-14 століттях на території сучасної Північної Македонії затвердився власний стиль фрескового живопису. На святій горі Афон, що на грецькому півострові Халкідіки, поруч з іншими кіновіями заснований сербами Монастир Хіландар.
Після османського завоювання культура всього македонського регіону піддалася тюркизації, зберігаючись переважно в сільській місцевості у вигляді фольклору й традиційних ремесел. Хоронителями духовної культури й літератури стали монастирі. В 1762 болгарський чернець Хіландарського й Зографського монастирів Паїсій Хилендарський (1722–1798) завершив книгу «Історія слов'яно-болгарська» (уперше видана в 1844) — пам'ятник Національного Відродження слов'янських народів.
Ідея самостійної від болгарської мови македонської мови з'явилася в 1870-ті роки й одержала значніше поширення на початку 20 століття. У післявоєнній Югославії виходили літературні журнали македонською, в 1946 році створена Спілка македонських письменників, а в 1954 — Товариство македонської мови й літератури, почався випуск художньої літератури македонською мовою. У літературі до 1990-х років переважали традиції реалізму.

## Символи

Другий прапор суверенної Македонії (1992—1995) був також предметом суперечки з Грецією, оскільки копіював прапор Егейської Македонії на червоному тлі (див. Вергінська зірка)

Державне свято — 8 вересня День Незалежності з 1991 року.
Державний прапор — прийнятий у 1995 році. Являє собою полотнище червоного кольору з символічним зображенням сонця жовтого кольору з вісьмома променями.
Державний герб — національна емблема Північної Македонії складається з двох нахилених один до одного снопів пшениці, листків тютюну і маку, перев'язаних стрічкою, внизу — частина національного традиційного костюма. В центрі утвореного таким чином круглого простору гори, річки, озера і сонце, промені якого сполучаються з червоною п'ятикутною зіркою. Усе це символізує багатство країни, її свободу і опір. Герб прийнятий 31 грудня 1946 року.